# Volcán Taapacá
El volcán Taapaca, también conocido como los nevados de Putre, es un volcán complejo situado en la parte más septentrional de Chile. Las cumbres del Taapaca se localizan al norte del pueblo de Putre. Su ascenso ha sido realizado por Andrés Wanca Mamani, Trekking Aymara, Andrés Gutiérrez, Mallku Troncoso Chellew, Juan Pablo González, Sergio Vasquez, Manuel Cortez, Alejandro Carvallo, Luis Poza. 
Taapaca fue un sitio ceremonial para los Incas, una prueba de ello es que en la cumbre del volcán fue hallada una estructura de piedra que contenía una estatuilla de spondylus envuelta en telas. Este volcán está parcialmente inserto en el parque nacional Lauca. 
- Datos: Q931485
- Multimedia: Taapaca / Q931485